# 西尔维娅·多明格斯
西尔维娅·多明格斯（西班牙語：Silvia Domínguez，1987年1月31日—），西班牙女子篮球运动员。她曾代表西班牙国家队参加2016年和2020年夏季奥林匹克运动会篮球比赛，获得一枚银牌。